# Денніч (сингл)
Денніч - сингл українського гурту Друга Ріка з альбому-збірки «Денніч», який вийшов у листопаді 2006 року. На підтримку пісні було знято відеокліп у Києві. Режисером роботи виступив Віктор Скуратовський.

## Список композицій
| #  | Назва    | Тривалість |
| -- | -------- | ---------- |
| 1. | «Денніч» | 3:48       |

## Учасники запису
Друга Ріка
- Валерій Харчишин — вокал
- Олександр Барановський — гітара
- Дорошенко Олексій — ударні
- Біліченко Сергій — гітара
- Віктор Скуратовський — бас-гітара
- Сергій Гера — клавішні

Запрошені музиканти
- Наталя Дзеньків — рояль